# Sankt Olavs kyrka, Tallinn
Sankt Olavs kyrka eller Olaikyrkan, (på estniska Oleviste kirik) i Tallinn, Estland, är uppkallad efter Norges kung Olav den helige. 
Kyrkan omnämns första gången 1267, i ett brev där drottning Margareta av Danmark (Margareta Sambiria), överlät rätten att tillsätta kyrkoherden i Olaikyrkan till Sankt Mikael-klostret i Tallinn. Över kyrkans tidiga historia finns få spår bevarade, men det antas att en kyrka funnits på platsen åtminstone från 1100-talet. Under 1300-talet och 1400-talet skedde stora utbyggnader av kyrkan. Tornet omnämns första gången 1364. En större brand förstörde kyrkan 1625. Åren 1649–1651 återuppfördes kyrkan och tornet, under ledning av byggmästaren Hans Kohseler från Kulmbach. Han angav tornets höjd till 444 rhenska fot, vilket motsvarar 139 meters höjd. I samband med återuppbyggnaden uppfördes de fyra karakteristiska hörntornen som första gången syns på en avbildning från 1663. Efter en ny brand i tornet 1820 återuppfördes kyrkan med stöd av tsaren och 1834 stod tornet åter färdigt, nu med en höjd av 138,68 meter. 
I vissa källor anges tornets höjd som 159 meter, vilket från 1549 till 1625 i så fall skulle ha gjort tornet till världens högsta byggnad vid denna tidpunkt. Andra källor uppskattar höjden under denna period till omkring 115 till 125 meter, vilket motsvarar tornets nuvarande höjd. Även denna höjd var dock fullt tillräcklig för att fungera som ett viktigt landmärke för sjöfarten i Finska viken, och gjorde att sjöfarten kunde se hansestaden på långt håll. Det höga tornet hade en hög risk för blixtnedslag och åtminstone åtta olika fall av blixtnedslag finns dokumenterade, varav tre gånger ledde till omfattande brandskador på hela kyrkan. Branden kunde då ses på långt håll över Finska viken.
Heinrich Stiehl var från 1880 till sin död 1886 kantor i Olaikyrkan och uppförde Johann Sebastian Bachs Matteuspassionen här 1883, för första gången i Baltikum.
Byggnadens nuvarande högsta höjd är 123,7 m. Sedan behovet av lutherska gudstjänstlokaler minskat i Tallinn under sovjetockupationen övertogs kyrkan 1950 av en baptistförsamling, som fortfarande använder lokalen.